# 浜松市みをつくし文化センター
浜松市みをつくし文化センター（はままつし みをつくし ぶんかせんたー）は浜松市浜名区細江町にある文化施設。

## 概要
浜名区役所北行政センターの北側に位置し、多目的なホールとリハーサル室を備え、生涯学習の振興や芸術、文化振興の拠点である。生涯学習の推進を図る目的の「文化センター」と、農業構造の改善を図る目的の「農業就業改善センター」の併設し、旧細江町地域の文化振興の中心である。旧ホールは老朽化が著しかったため及び耐震性不足の観点から取り壊しが決定され、2007年4月末に閉鎖されたのち解体された。しかし細江町地域の市民からの強い要望から新ホールが再び作られることになり、音楽の街をめざす浜松市の意向も取り入れ、音楽主体の多目的ホールとして2011年4月にホールをリニューアル開業した。
北区の井伊谷地区を中心に浜松市を舞台とし2017年1月から12月まで放送されたNHK大河ドラマ『おんな城主 直虎』の大河ドラマ館が、2017年1月15日から2018年1月14日まで開催された。これに伴い、同期間中は施設利用の制限が行なわれた。
- ホール - 座席数496人。(うち移動席208)
- リハーサル室
- 会議室 - 大、中、小
- 講義室
- 展示ギャラリー
- 和室1号、2号
- 調理実習室

### 利用者数
- 2011年度（平成23年度） - 66,426人[5]

## 交通アクセス
- 天竜浜名湖鉄道 気賀駅より 徒歩約3分。
- 遠鉄バス JR浜松駅より「引佐線」「気賀三ヶ日線」に乗車し「気賀駅前」バス停下車、徒歩3分。
- 駐車場（約35台・無料）

## その他
- 開館時間: 9:00–21:30
- 休館日: 祝日、年末年始